# Dominik Krause

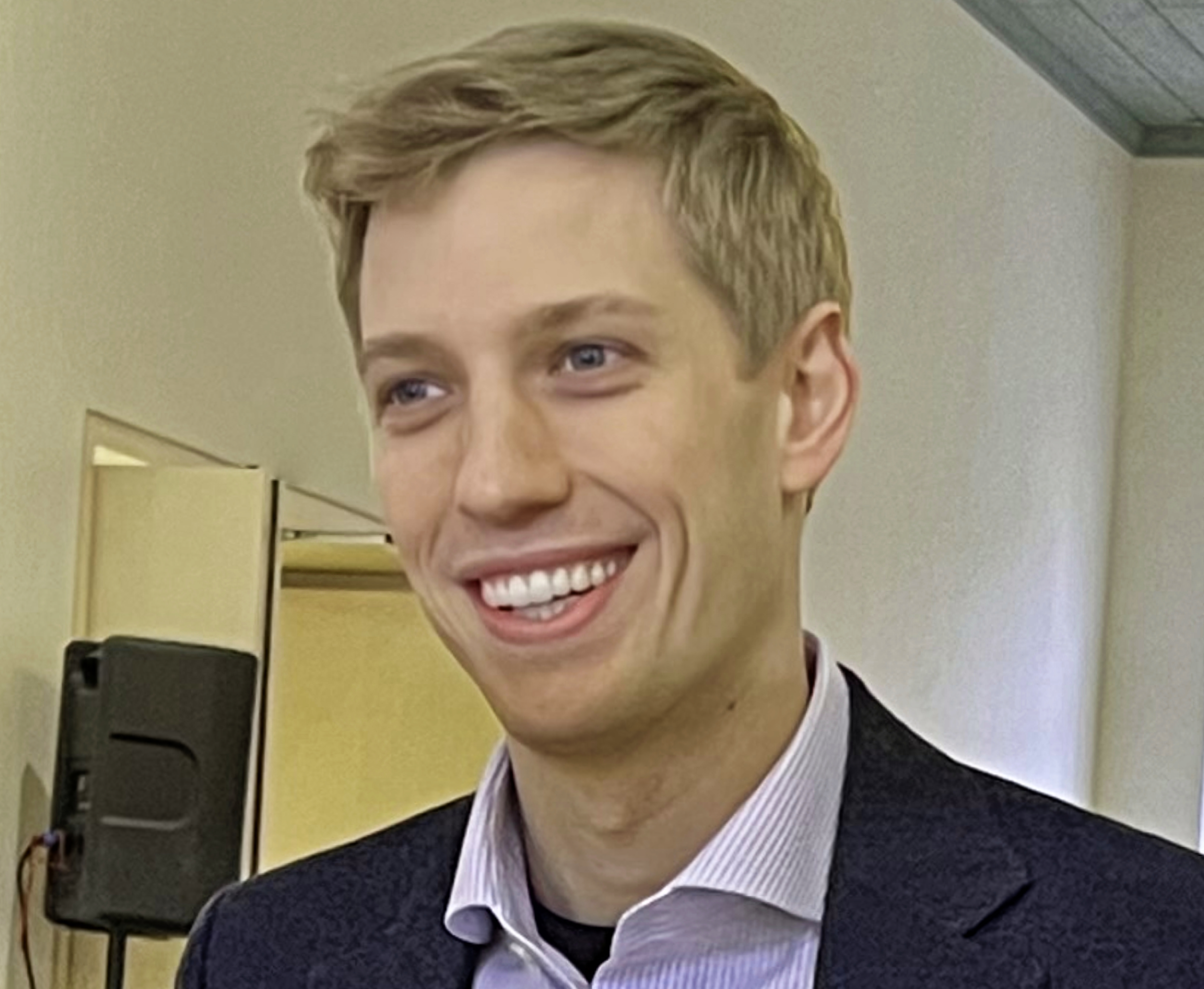
Dominik Krause, 2024

Dominik Krause (* 3. August 1990 in München) ist ein deutscher Kommunalpolitiker (Bündnis 90/Die Grünen) und seit dem 26. Oktober 2023 Zweiter Bürgermeister von München.

## Leben
Nach dem Abitur 2009 am Städtischen Louise-Schröder-Gymnasium im Münchner Stadtbezirk Allach-Untermenzing leistete Krause Zivildienst an der inklusiven Montessori-Schule in Großhadern. Anschließend studierte er Physik (Applied and Engineering Physics) an der Technischen Universität München und schloss mit einem Master of Science (M.Sc. Physics) ab. Pfingsten 2024 verlobte er sich mit seinem langjährigen Partner, dem Arzt Sebastian Müller. Nach eigenen Angaben lernte sich das Paar bereits im Jugendalter bei einem Tanzkurs kennen. Das Paar lebt im Münchner Stadtbezirk Obergiesing-Fasangarten.

## Politisches Engagement
Von 2012 bis 2014 war Krause Sprecher der Grünen Jugend in München. 2014 wurde er in den Stadtrat gewählt und war von 2022 bis 2023 Fraktionsvorsitzender. In den Jahren 2019 und 2020 war er zudem Vorsitzender der Grünen München. Seit Oktober 2023 ist er Zweiter Bürgermeister. Er ist der Nachfolger von Katrin Habenschaden, die ihr Bürgermeister-Amt aufgab, um zur Deutschen Bahn AG zu wechseln.
Krause ist seit 2012 aktiv bei München ist bunt! e.V., wo er sich gegen Rassismus einsetzt. Seit 2016 gehört er dem Vorstand des Vereins an.
Krause war Mitglied im Beirat des Eine-Welt-Hauses; er trat Ende 2017 aus Protest gegen die Entscheidung der Mitgliederversammlung aus, Räumlichkeiten für eine Veranstaltung mit Bezug zur anti-israelischen BDS-Kampagne zur Verfügung zu stellen.
Bereits kurze Zeit nach Amtsantritt erregte er mit der Äußerung, das Münchner Oktoberfest sei die „weltweit größte offene Drogenszene“ auch überregionale Aufmerksamkeit. Mit seiner in einem Instagram-Interview getätigten Äußerung sprach er sich aber nicht gegen den Bierkonsum auf dem Münchner Oktoberfest aus, sondern plädierte für einen entspannteren Umgang mit der Legalisierung von Cannabis. Er erklärte dazu, dass beides aus seiner Sicht vollkommen okay sei, dass beides aber in einem angemessenen Rahmen passieren solle.
Als Zweiter Bürgermeister ist er Aufsichtsratsvorsitzender mehrerer städtischer Gesellschaften, darunter der Deutsches Theater Betriebs-GmbH, der Gasteig München GmbH, der Internationale Münchner Filmwochen GmbH, der Münchner Volkstheater GmbH und der Pasinger Fabrik Kultur- und Bürgerzentrum GmbH. Außerdem ist er Aufsichtsratsmitglied der SWM München GmbH und SWM Service GmbH sowie der Bayerngas GmbH.
Im Dezember 2024 wählten die Münchner Grünen Krause auf einem Parteitag mit 99,3 Prozent zum OB-Kandidat für die im März 2026 anstehende Oberbürgermeisterwahl.